# Scooby-Doo ! Opération Chocottes
Scooby-Doo ! Opération Chocottes (Scooby-Doo! First Frights) est un jeu vidéo de plates-formes et d'action-aventure  développé par Torus Games et édité par Warner Bros. Interactive Entertainment sur Wii, Nintendo DS et PlayStation 2 en 2009.
Le jeu est lié à la sortie du téléfilm Scooby-Doo : Le mystère commence en DVD. Il est le quatrième jeu Scooby-Doo à utiliser le rire enregistré.
Une suite Scooby-Doo ! Panique dans la marmite sort deux ans plus tard.

## Distribution française
- Marie Nonnenmacher : Daphné
- Emmanuel Foucquet : Fred
- Martial Le Minoux : Numéros
- Yann Le Madic : Seth Angler
- Thierry Bourdon : Sammy, Scooby-Doo
- Gilbert Lévy : Voix additionnelles
- Dorothée Jemma : Véra, Voix additionnelles
- Christian Pelissier : certains ennemis, Lady Azarni (monstre)